# Barzani (tribo)
Os Barzani (em curdo:  Hozî Barzanî) são uma tribo e clã político curdo, da região de Erbil, no Iraque. Entre os membros mais notáveis da família estão Masoud Barzani e Nechirvan Idris Barzani, respectivamente, anterior e atual presidente do Curdistão iraquiano.
Seu patriarca, Mustafa Barzani, lutou nas revoltas curdas de 1919. O clã Barzani, e o seu Partido Democrático do Curdistão (PDK), é a primeira força política no Curdistão iraquiano.